# 希腊猎犬
希腊猎犬（英语：Greek Harehound），是一种来自希腊的罕见狗品种。它是一种猎犬，被用来狩猎野兔，毛色是黑色和黄棕褐色的。

## 外貌
希腊猎犬是一种短毛的猎犬，毛色是黑色和黄棕褐色。它们是中型犬，体重十七到二十公斤。雄性的犬到肩膀的高度是四十七到五十五厘米，而雌性则是四十五到五十三厘米高。
- 头部:它们颅骨比较平，和口部一样长或短点，前额是宽的。

- 嘴和牙齿: 希腊猎犬的颚很大力。他们的牙齿应该是剪状咬合或夹击咬合的。牙齿应在口里均匀分布。[3]

- 眼睛: 希腊猎犬的眼睛是中型和深棕色的。

- 耳朵: 耳朵接近斗顶，应该垂到头的中间。

- 皮毛: 希腊猎犬的皮毛短和密，质感比较粗糙。毛色一定是黑色和黄棕褐色的，但小数希腊猎犬的胸膛上会有一点白班。[3]它们的毛不许要修剪的。

- 尾巴: 尾巴不应该长过踝节。尾巴设置高，底部比较厚而末段尖点。

## 性格
希腊猎犬十分活跃， 自信和外向。它们在打猎方面十分能手，嗅觉很灵敏，耐力十分好。希腊猎犬的体力高，需要定期的运动和大量的活动空间。它们对主人很忠心，是良好的家庭宠物，但比较适合和年龄较大的儿童相处。他们能和其他狗和蔼地生活。

和其他猎犬一样，希腊猎犬的性格比较独立和自我中心。雄性的狗更需要一个有经验的主人来带领它们。希腊猎犬也可以很固执，因此应该从小就训练它们。训练期间，主人可以用鼓励和严格的纪律令到犬只服从，比较粗暴的训练方式应避免。 由于希腊猎犬原用途是狩猎，它们喜欢吠叫，叫声也十分大。希腊猎犬也爱追逐小动物和会动的东西。它们破坏力高，不应该长时间被独留在家里。

整体而言，希腊猎犬训练度底，不建议初学者和城市居住的人饲养。希腊猎犬是良好的猎犬，但可能不适合作为宠物。

## 健康
希腊猎犬的健康良好，没有任何遗传缺陷。但是它们垂下来的耳朵比较容易发生感染，需要时常清洁。其寿命约十一年。